# Clue (videojuego)
Clue (conocido como Cluedo en algunos países de Europa) es un videojuego basado en el juego de mesa del mismo nombre. Su nombre formal es Clue: Murder at Boddy Mansion o Cluedo: Homicidio en la Mansión Pizarro. Funciona en Microsoft Windows. Fue desarrollado en 1998 por Hasbro Interactive por EAI.  Infogrames (ahora Atari) asumió los derechos de publicación para el juego en 2000, cuando Hasbro Interactive salió del negocio.

## Descripción
Clue es una conversión directa del juego original como un videojuego. Como tal, tiene lugar en la misma mansión y cuenta con el mismo objetivo del juego de mesa.
Además de jugar con las reglas originales, Clue tiene un modo adicional que permite el movimiento a través de «puntos». Cada turno comienza con nueve puntos y cada acción que el jugador toma cuesta puntos. El jugador sólo puede hacer tantas cosas como puntos tenga. Por ejemplo, moverse de casilla a casilla cuesta un punto, hacer una sugerencia cuesta tres puntos. Muchos jugadores prefieren este modo de juego, ya que hace al juego más equilibrado, ya que cada jugador recibe la misma cantidad de «movimientos» en cada turno.[cita requerida]
Algunas características de Clue:
- Representaciones detalladas de los personajes hechos famosos por el juego de mesa
- Una vista isométrica en 3D
- Una vista de arriba abajo que recuerda al juego de mesa
- Videoclips de los personajes llevando a cabo el crimen (que obtuvieron la puntuación T (Teen) del juego)
- Jugar en línea a través de Internet

En el juego, si uno desea jugar en línea, él o ella está ligado a una dirección URL ahora inválida. El juego estaba originalmente conectado a MSN Gaming Zone; sin embargo, MSN dejó de auspiciar el juego.
Clue ha disfrutado de una vida útil extraordinariamente larga para un videojuego. Salió a la venta a finales de 1998 y, a partir de 2007 aún estaba a la venta, disponible en muchas tiendas minoristas y por Internet. El juego original vino en una caja con imágenes holográficas. Ahora el juego viene en una caja de joya más barata, 
o como parte de una colección, la Colección del Clásico Juego (incluyendo también las versiones para ordenador de Monopoly, The Game of Life, y Scrabble). En un momento el juego fue ofrecido gratis dentro de cajas de cereales junto a otros videojuegos de Hasbro, tales como Operation.

## Desarrollo
Clue fue desarrollado por una rama de Engineering Animation, Inc. llamada EAI Interactive.  El equipo de desarrollo se dividió entre la división interactiva de EAI en Salt Lake City, Utah y su oficina principal en Ames, Iowa.  La mayor parte de la programación y el diseño del juego tuvo lugar en Salt Lake, mientras que la mayor parte del arte y animaciones fueron desarrolladas en la oficina de Ames. El desarrollo de la mansión, construida pieza a pieza, se inició en Ames, pero se trasladó a Salt Lake City a medio camino del proyecto.
El desarrollo de Clue tomó aproximadamente un año. Hasbro Interactive, la distribuidora del juego, financió el proyecto.
El juego no incluye créditos, sin embargo, decenas de personas han participado en el desarrollo de Clue. Algunos de los colaboradores más notables:
- Michael S. Glosecki, Productor Ejecutivo, Hasbro Interactive
- Bryan Brandenburg, Productor Ejecutivo, EAI Interactive
- Tom Zahorik, Productor, Hasbro Interactive
- Virginia McArthur, Productora, EAI Interactive
- Rick Raymer, Diseñador del Juego
- Tim Zwica, Jefe de Arte
- Chris Nash, Programador Jefe
- Joshua Jensen, Programador de EAGLE en Jefe
- Mike Reed, Programador de AI
- Greg Thoenen, Programador
- Darren Eggett, Programador
- Steve Barkdull, Programador
- Emily Modde, Diseñadora de niveles
- Greg German, Modelador de 3D
- Jonathan Herrmann, Iluminación Cinematográfica
- Jason Wintersteller, Diseñador Gráfico
- Cole Harris, Testeador en Jefe